# Saint-Pierre-en-Vaux
Saint-Pierre-en-Vaux és un municipi francès, situat al departament de la Costa d'Or i a la regió de Borgonya - Franc Comtat. L'any 2007 tenia 132 habitants.

## Demografia

### Població
El 2007 la població de fet de Saint-Pierre-en-Vaux era de 132 persones. Hi havia 59 famílies, de les quals 20 eren unipersonals (12 homes vivint sols i 8 dones vivint soles), 19 parelles sense fills, 8 parelles amb fills i 12 famílies monoparentals amb fills.
La població ha evolucionat segons el següent gràfic:
Habitants censats

### Habitatges
El 2007 hi havia 89 habitatges, 55 eren l'habitatge principal de la família, 19 eren segones residències i 15 estaven desocupats. 86 eren cases i 2 eren apartaments. Dels 55 habitatges principals, 46 estaven ocupats pels seus propietaris, 6 estaven llogats i ocupats pels llogaters i 3 estaven cedits a títol gratuït; 7 tenien dues cambres, 11 en tenien tres, 14 en tenien quatre i 24 en tenien cinc o més. 37 habitatges disposaven pel capbaix d'una plaça de pàrquing. A 25 habitatges hi havia un automòbil i a 19 n'hi havia dos o més.

### Piràmide de població
La piràmide de població per edats i sexe el 2009 era:
| Homes | Edats   | Dones |
| ----- | ------- | ----- |
| 0     | 95 o +  | 8     |
| 0     | 90 a 94 | 0     |
| 0     | 85 a 89 | 0     |
| 4     | 80 a 84 | 0     |
| 0     | 75 a 79 | 4     |
| 4     | 70 a 74 | 4     |
| 0     | 65 a 69 | 4     |
| 16    | 60 a 64 | 12    |
| 8     | 55 a 59 | 8     |
| 12    | 50 a 54 | 8     |
| 8     | 45 a 49 | 0     |
| 4     | 40 a 44 | 0     |
| 0     | 35 a 39 | 4     |
| 0     | 30 a 34 | 0     |
| 4     | 25 a 29 | 4     |
| 4     | 20 a 24 | 0     |
| 0     | 15 a 19 | 8     |
| 4     | 10 a 14 | 0     |
| 0     | 5 a 9   | 0     |
| 0     | 0 a 4   | 0     |

## Economia
El 2007 la població en edat de treballar era de 82 persones, 42 eren actives i 40 eren inactives. De les 42 persones actives 38 estaven ocupades (21 homes i 17 dones) i 4 estaven aturades (2 homes i 2 dones). De les 40 persones inactives 16 estaven jubilades, 5 estaven estudiant i 19 estaven classificades com a «altres inactius».

### Ingressos
El 2009 a Saint-Pierre-en-Vaux hi havia 59 unitats fiscals que integraven 115 persones, la mediana anual d'ingressos fiscals per persona era de 15.967 €.

### Activitats econòmiques
Dels 3 establiments que hi havia el 2007, 2 eren d'empreses alimentàries i 1 d'una empresa de construcció.
L'únic servei als particulars que hi havia el 2009 era un guixaire pintor.
L'any 2000 a Saint-Pierre-en-Vaux hi havia 9 explotacions agrícoles que ocupaven un total de 540 hectàrees.

## Poblacions més properes
El següent diagrama mostra les poblacions més properes.